# Nai jugamszuroun namdzsacshingu
A Nai jugamszuroun namdzsacshingu (hangul: 나의 유감스러운 남자친구, RR: Naui yugamseureoun namjachingu), angol címén My Unfortunate Boyfriend, 2015. április 10-én bemutatott dél-koreai dorama, melyet az MBC Dramanet fizetős csatorna vetít, főszereplői No Minu (No Min-woo), Jang Dzsinszong (Yang Jin-seong), Jun Hak (Yun Hak) és Han Hjerin (Han Hye-rin).

## Történet
Dzsina (Jina) egy igazi törtető fiatal nő, bármire képes, hogy előrébb jusson, még a hazugságra is. Egy jó nevű céghez adja be az önéletrajzát, ahol is egy szerencsés véletlennek és némi apró hazugságnak köszönhetően gyakornoki állást kap. Már az első pillanatokban összefut a cég kertészével, Theun (Tae-un)nal, aki a lány teljes ellentéte: ártatlan és őszinte fiatal férfi, aki szülei halála óta csak a virágoknak él. A fiú beceneve a cégnél „A Szerencsétlen Pasas”, mert szinte vonzza a baleseteket és a furcsábbnál furcsább szituációkat.

## Szereplők
- No Minu (No Min-woo) (노민우): Jun Theun (윤태운, Yun Tae-un)
- Jang Dzsinszong (Yang Jin-seong) (양진성): Ju Dzsina (유지나, Yu Ji-na)
- Jun Hak (Yun Hak) (윤학): Kang Hicshol (강희철, Kang Hui-cheol)
- Han Hjerin (Han Hye-rin) (한혜린): Csong Hjemi (정혜미, Jeong Hye-mi)

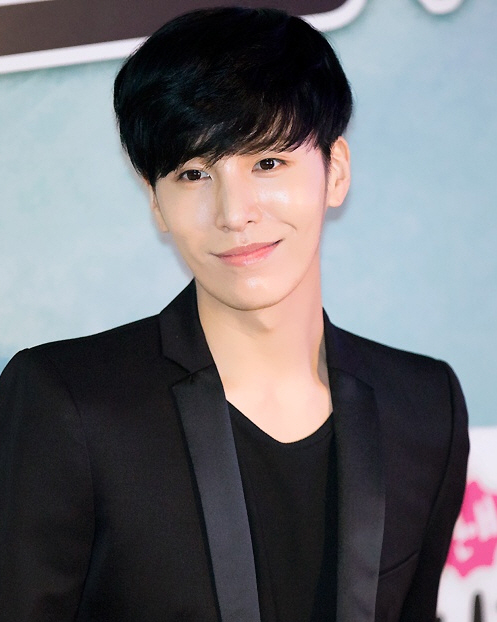
No Minu (No Min-woo)
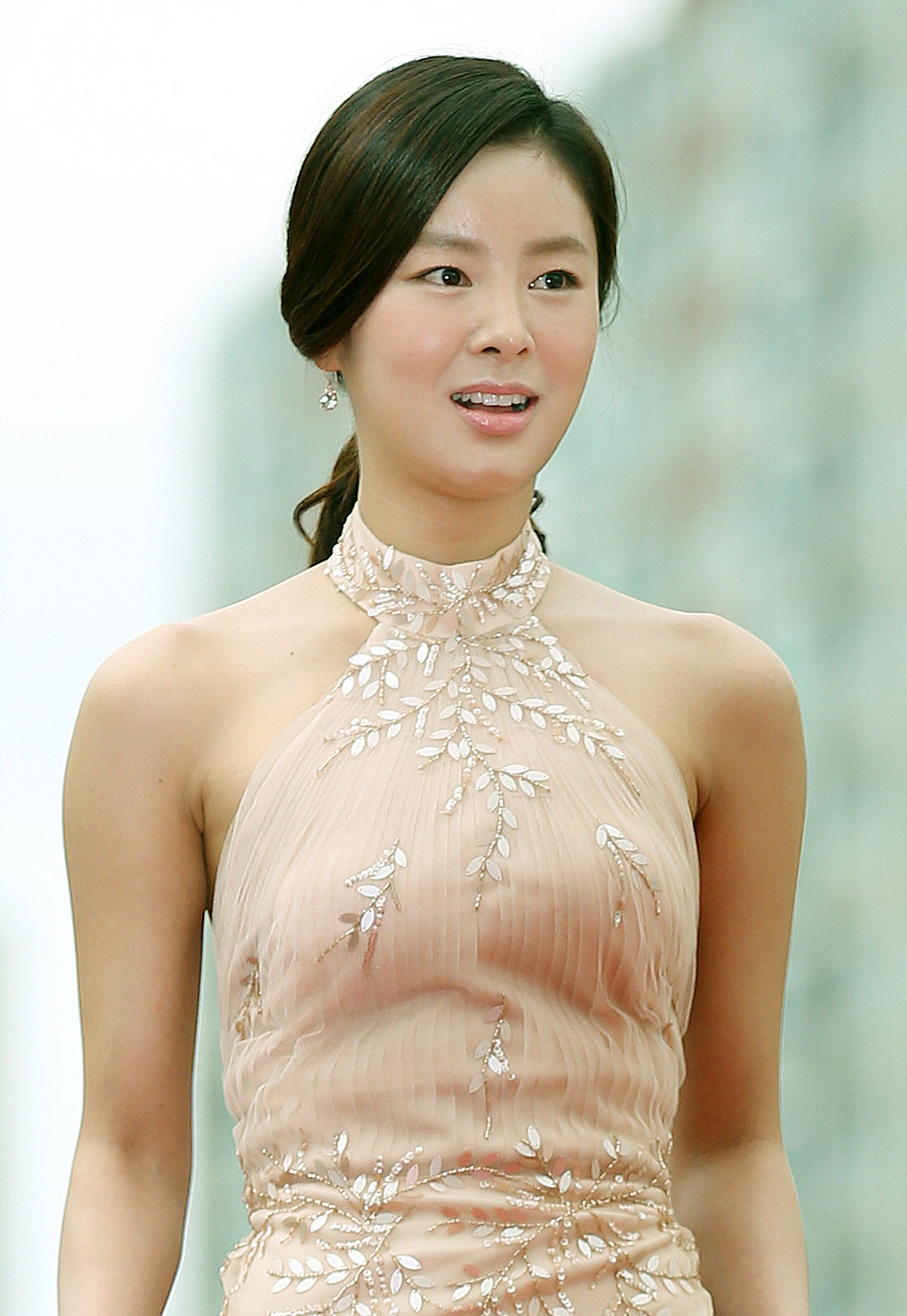
Han Hjerin (Han Hye-rin)